# Tiegel (Gefäß)

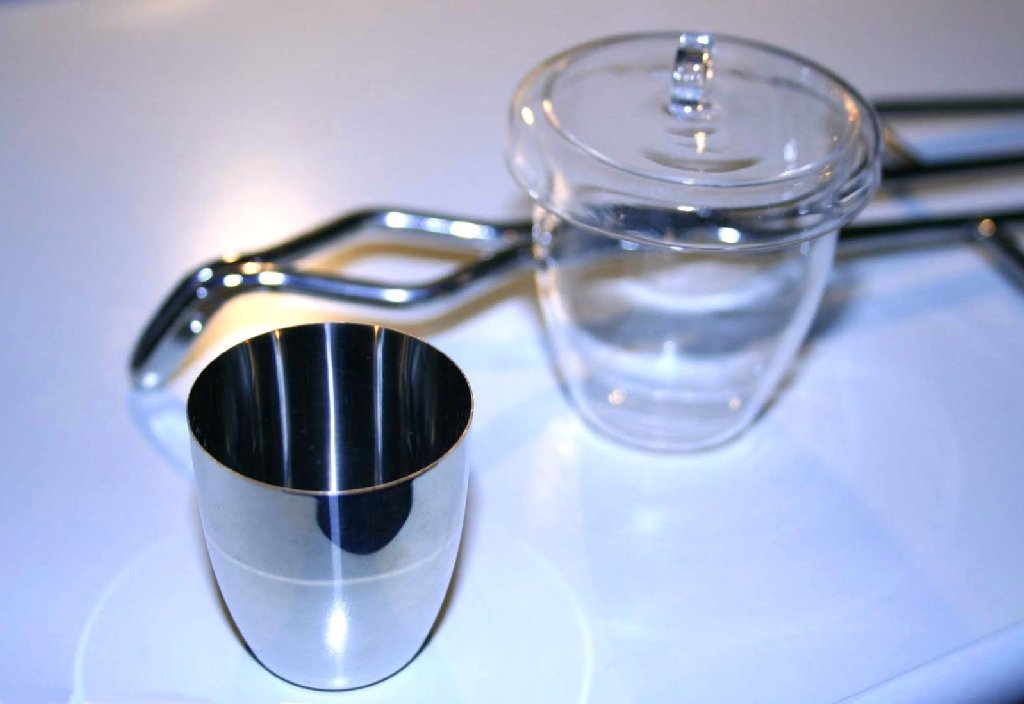
Platin- und Quarzglastiegel mit Tiegelzange

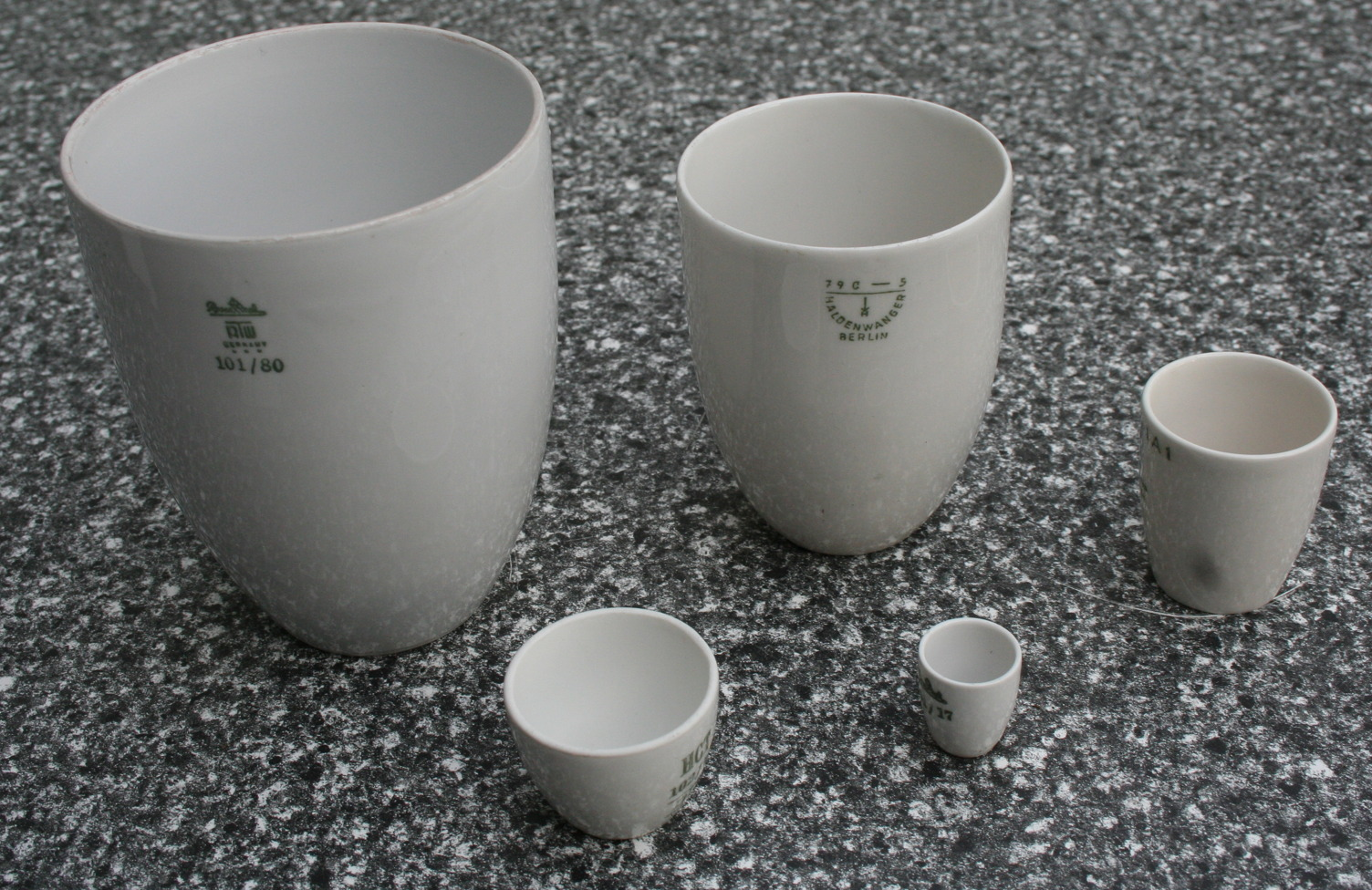
Porzellantiegel verschiedener Größen

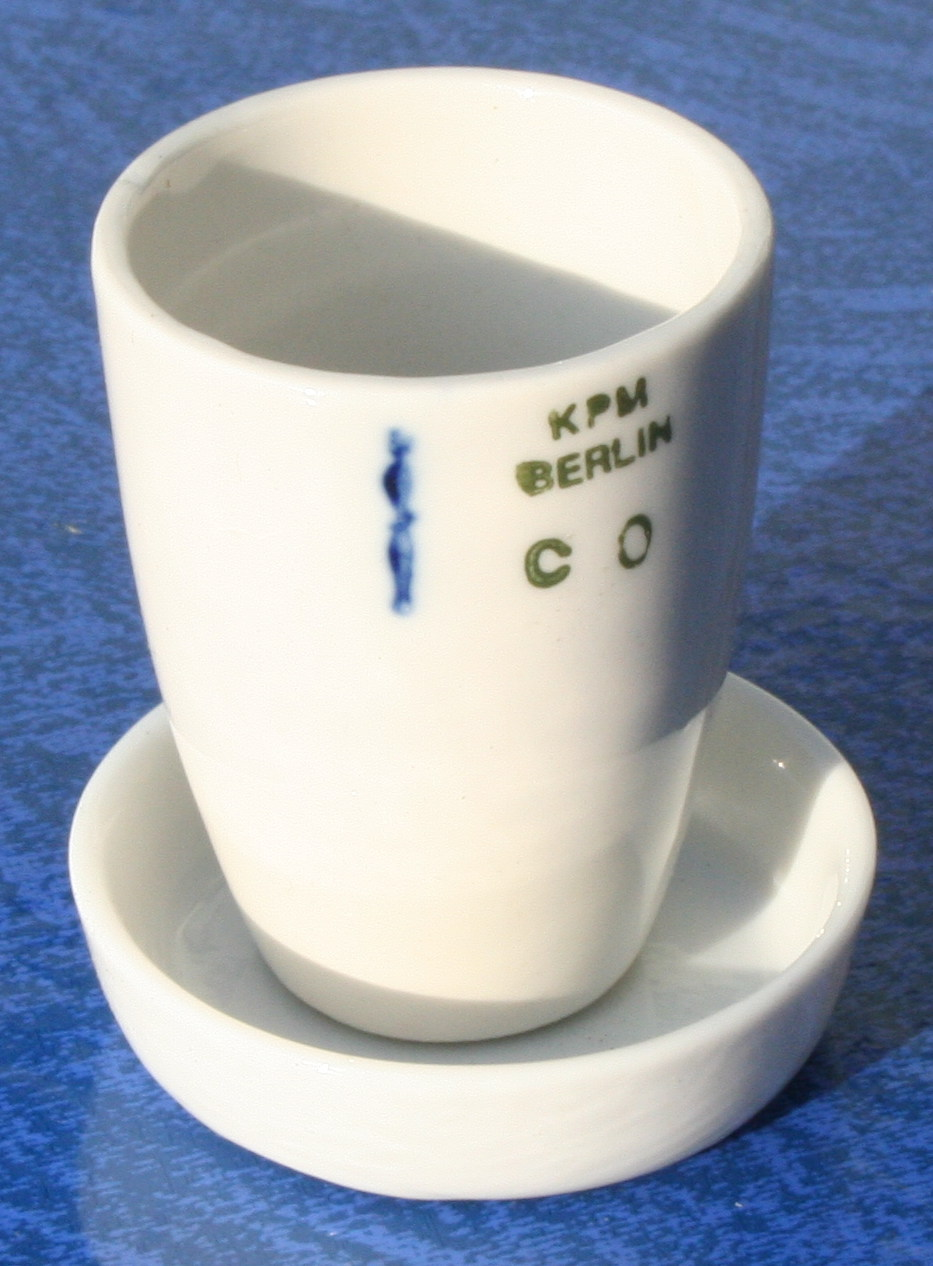
Porzellantiegel mit Tiegelschuh

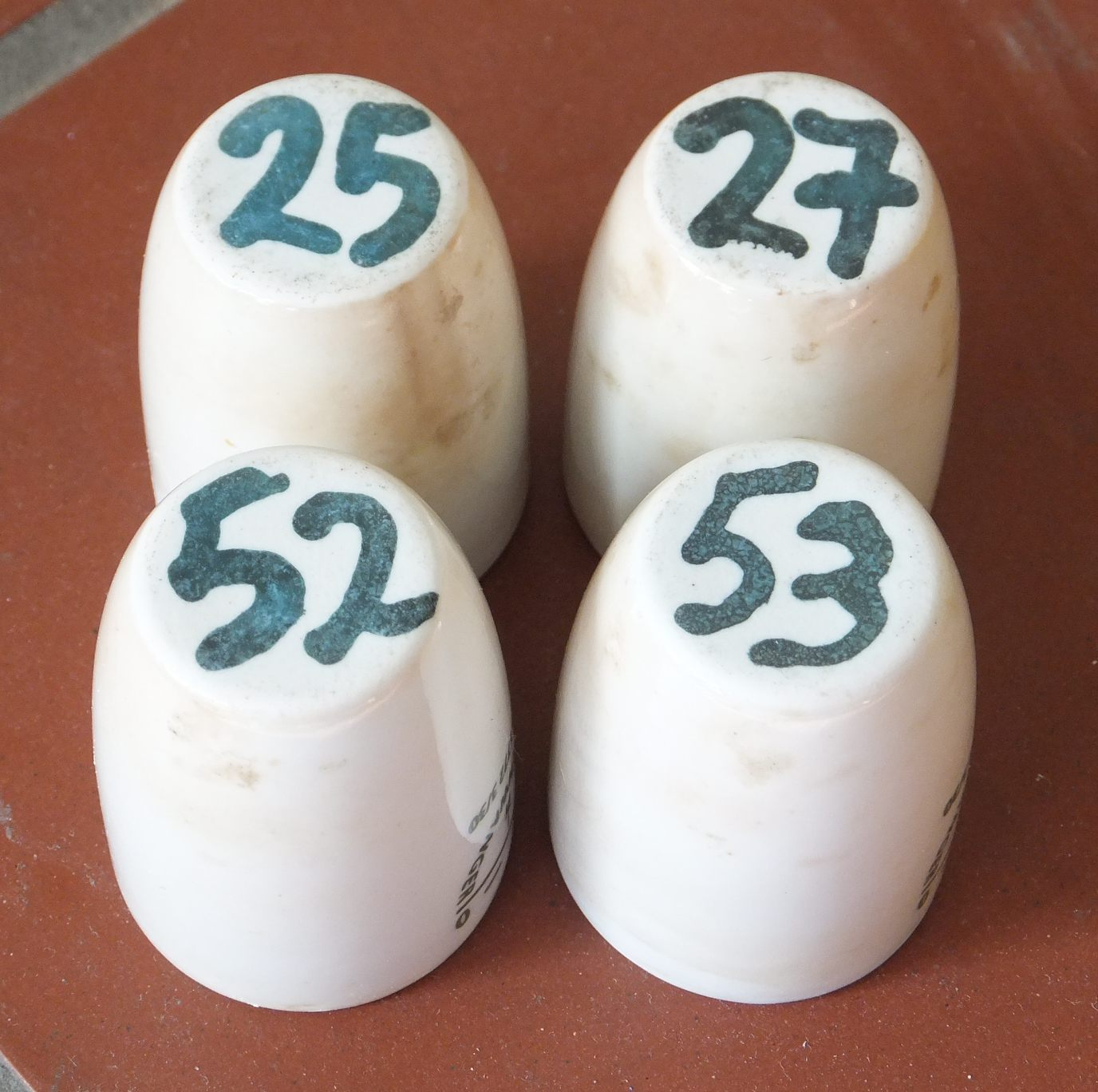
Mit Kobaltnitrat beschriftete Tiegel

Ein Tiegel ist ein feuerfestes und chemisch resistentes Gefäß zum Erhitzen von Stoffen oder zur Herstellung von Schmelzen. Es kann z. B. aus Keramik (Porzellan, Schamotte, Tonerde, Zirconiumoxid und Graphit), Glas oder Metall bestehen.

## Varianten
Im Labor werden Tiegel in einer typischen, unten verjüngten Form verwendet, damit sie in einem Tondreieck in einer Flamme erhitzt werden können. Tiegel aus Porzellan werden meist nur einmal verwendet. Neben Porzellan sind Nickel, Platin und Quarzglas die häufigsten Materialien für Tiegel. Platintiegel können, ohne angegriffen zu werden, bei sehr hohen Temperaturen verwendet werden. Bei einigen anderen Probematerialien besteht allerdings die Gefahr des Zerspringens oder der chemischen Angreifbarkeit. Quarzglastiegel sind extrem temperaturwechselbeständig und können rotglühend in kaltem Wasser abgeschreckt werden, ohne Schaden zu leiden. Oft verwendet man einen Deckel, um ein Abdampfen zu verhindern und ein Abkühlen des Inneren zu vermeiden.
Als Tiegelschuh bezeichnet man ein niedrigwandiges Behältnis aus Porzellan, in das die Tiegel eingestellt werden. Tiegelschuhe verhindern das Verschmutzen der Öfen, wenn der Tiegel überläuft oder zerbricht.
Ein Spezialfall ist der Rose-Tiegel, der zum Erhitzen fester Substanzproben im Gasstrom benutzt wird. Er ist mit einem durchbohrten Deckel abgedeckt, durch dessen Öffnung ein abgewinkeltes Porzellanrohr zur Zuführung des betreffenden Gases dient.
Im Sächsischen und Thüringischen bezeichnet Tiegel oftmals eine Bratpfanne. Umgekehrt bezeichnet Pfanne einen großen industriellen Tiegel der Stahlherstellung (Stahlgießpfanne).

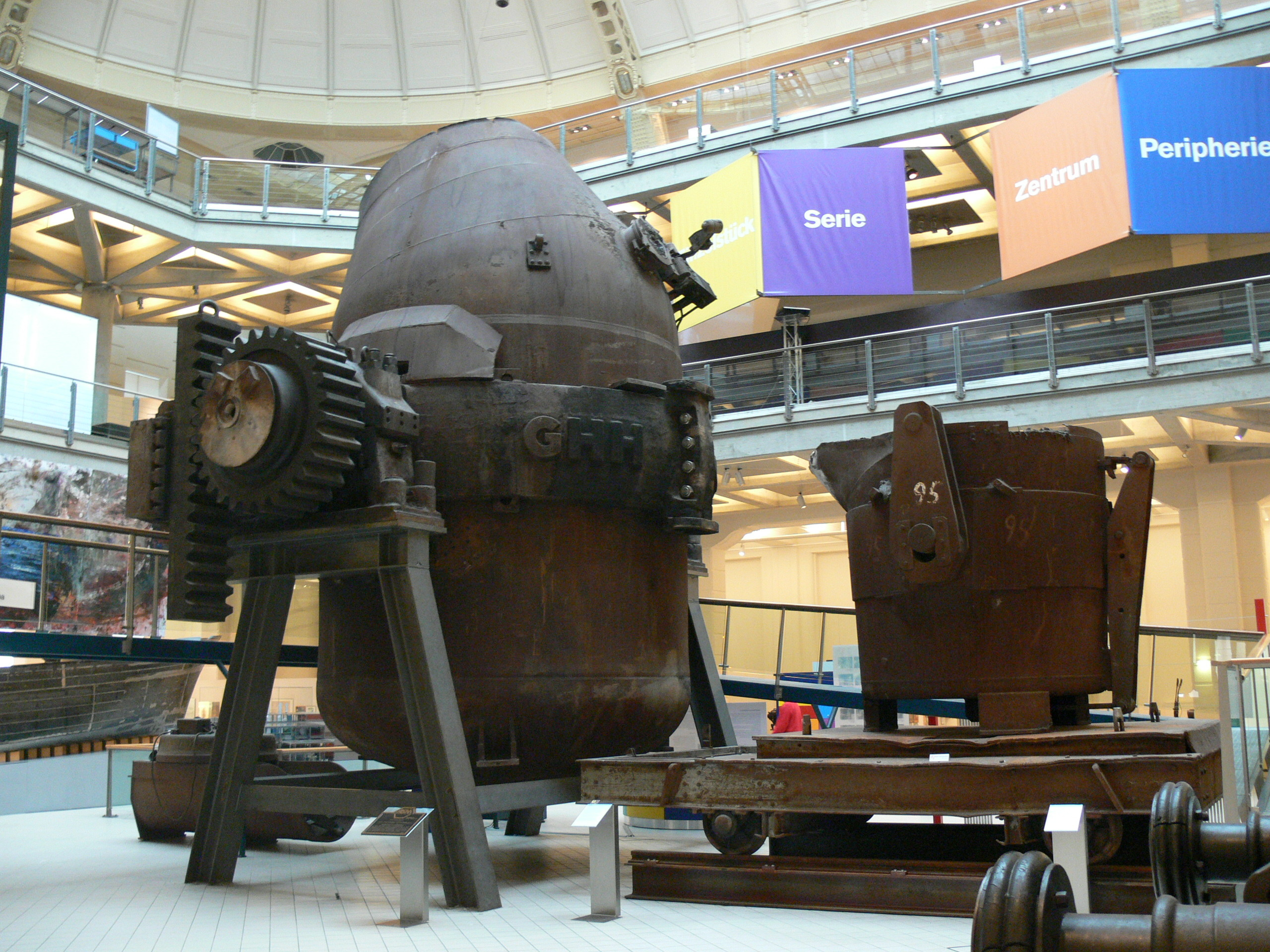
Ein ehemals von der Voestalpine genutzter LD-Tiegel (links, rechts eine Pfanne)

Vor allem in der österreichischen Stahlindustrie werden LD-Konverter als Tiegel bezeichnet.

## Beschriften von Porzellantiegeln
Zum dauerhaften Beschriften von Porzellantiegeln werden die Nummern mit einer wässrigen Lösung eines Kobaltsalzes (beispielsweise Cobalt(II)-nitrat) dünn auf den Boden der Tiegel aufgetragen. Dann werden diese getrocknet und geglüht, die Beschriftung bleibt dann dauerhaft in schwarzer Farbe lesbar.